# Alexandra Wilke
Alexandra Kathrin Wilke (* 29. September 1996 in Berlin) ist eine deutsche Basketballspielerin.

## Laufbahn
Die aus Berlin-Spandau stammende Wilke spielte im Nachwuchs der BG 2000 Berlin, ehe sie zu den ChemCats Chemnitz wechselte. Dort gelang der 1,75 Meter messenden Aufbauspielerin während der Saison 2012/13 der Sprung in den Zweitligakader, nach dem Aufstieg in die 1. Damen-Basketball-Bundesliga kam sie in den Farben der Sächsinnen im Spieljahr 2013/14 zu 18 Erstligaeinsätzen.
Von 2014 bis 2016 verstärkte sie den Zweitligisten Bender Baskets Grünberg, zur Saison 2016/17 fand sie Aufnahme ins Bundesligaaufgebot des BC Marburg und nahm gleichzeitig an der Philipps-Universität Marburg ein Lehramtsstudium (Fächer: Mathematik und Sport) auf. 2017 wurde sie mit Marburg Meisterschaftsdritte, 2018 zog sie mit den Hessinnen ins Endspiel des europäischen Vereinswettbewerbs CEWL ein, unterlag dort jedoch dem rumänischen Vertreter CSM Satu Mare.
In der Sommerpause 2022 wechselte sie innerhalb der Bundesliga zu den Rutronik Stars Keltern. Mit dem Verein wurde sie im April 2023 deutsche Meisterin.
Ihre Schwester Clara Wilke spielte 2023 für drei Monate ebenfalls bei Keltern. 2025 gewann Alexandra Wilke mit Keltern abermals die deutsche Meisterschaft. Sie wurde als beste Spielerin der Finalserie ausgezeichnet.

### Nationalmannschaft
Wilke war deutsche Nationalspielerin in den Wettkampfklassen U16, U18 und U20, sie nahm in diesen Altersstufen jeweils an Europameisterschaften teil. Ihr erstes A-Länderspiel bestritt sie im November 2017 gegen Tschechien. Sie wurde ebenfalls deutsche Nationalspielerin in der Spielart 3-gegen-3. 2023 erreichte sie mit Deutschland bei der Europameisterschaft (5-gegen-5) in Israel und Slowenien den sechsten Platz. 2024 nahm sie an den Olympischen Sommerspielen teil. Bei den Spielen in Paris und bei der EM 2025 erreichte Wilke mit der Auswahl des Deutschen Basketball-Bunds das Viertelfinale.